# فكرة إسرائيل
فكرة إسرائيل: تاريخ السلطة والمعرفة هو كتاب غير خيالي من تأليف الأستاذ والمؤرخ إيلان بابي حول دور الإيديولوجية الصهيونية في التعليم والإعلام والسينما الإسرائيلية. تم نشره في عام 2014 بواسطة دار فيرسو. يناقش الكتاب ثلاث مراحل من تاريخ الصهيونية: الصهيونية الكلاسيكية للتاريخ الإسرائيلي، وظهور حركة ما بعد الصهيونية في التسعينيات، وظهور الصهيونية الجديدة التي يجادل بابي بأنها أيديولوجية قومية وعنصرية للغاية.
وأشادت الغارديان بخبرة بابي في موضوع النزاع الإسرائيلي الفلسطيني، حيث كتبت أنه "أحد الإسرائيليين القلائل الذين يدرسون الصراع ويكتبون عن الجانب الفلسطيني بمعرفة وتعاطف حقيقي". وقالت مجلة ذي إندبندنت "إن كتاب فكرة إسرائيل هو كتاب أكاديمي في جوهره ويقدم لقراءه تجربة مثيرة للتفكير". وأشارت المجلة الأكاديمية "مجلة دراسات فلسطين" إلى أن الكتاب، بينما يقدم رواية متماسكة، لكن تختلف أسلوب كتابته عن كتب المؤلف السابقة".

## المحتوى
يتناول الكتاب الرواية الصهيونية السائدة عن حرب فلسطين عام 1948 وتأسيس إسرائيل. ويؤكد بابي بأن الرواية الصهيونية كانت ضرورية لتعريف إسرائيل المتأسسة حديثًا باعتبارها الديمقراطية الوحيدة في الشرق الأوسط، وذلك لتبرر طردها للعرب الفلسطينيين، وتدين مقاومتهم مقابل إقامة دولة يهودية. وإدانة مقاومتهم لإقامة دولة يهودية. ويشير إلى أن هذه الرواية تظهر بأن مقاومة إسرائيل تعزو عن التعصب الإسلامي وثقافة العنف في العالم العربي.
يعرض المؤرخ الإسرائيلي ايلان بابيه تناقضات فكرة إسرائيل مع التاريخ والواقع، حيث قامت الحركة الصهيونية بتأسيس تاريخ قديم وحديث للدولة الإسرائيلية في سبيل إنشاء وطن لهم وتبرير عمليات القتل والتهجير التي شنتها بحق السكان الأصليين من الفلسطينيين. وقد استطاعت تطويع المؤسسة الأكاديمية بجانب السينما والدراما والإعلام من أجل ذلك.
وفي الفصلين الأخيرين من الكتاب، يصف بابي الصهيونية الجديدة، ويقول عنها بأنها «نسخة قومية وعنصرية للغاية للصهيونية التي تعتبر أي انتقاد لإسرائيل خيانة». وقد تم توثيق تأثير الإيديولوجية على نظام التعليم الإسرائيلي العنصري والتشريعات المعادية للفلسطينيين.

## الإستقبال
صدر الكتاب عن دار فيرسو في لندن عام 2014.
نشرت صحيفة الغارديان مراجعة للكتاب من قبل أفي شلايم. وكتب شلايم أن «فكرة إسرائيل» تراقب الصهيونية تحت «عدسة لا هوادة فيها»، وامتدح خبرة المؤلف في هذا الموضوع، لأنه «أحد الإسرائيليين القلائل الذين يدرسون الصراع ويكتبون عن الجانب الفلسطيني بمعرفة وتعاطف حقيقي». وقال نولان رامبي من المجلة الاشتراكية الدولية إن «فكرة إسرائيل عمل ممتاز أتى في وقته المناسب، ويجب أن يقرأه أي شخص مهتم بتاريخ الإيديولوجية الصهيونية». وفي الإندبندنت، وصف أليستير دوبر الكتاب بأنه كتاب أكاديمي في جوهره يتحدى القراء بالأفكار الأصلية المثيرة للتفكير.
واعتبر جلبير الأشقر، الكاتب والأستاذ في معهد الدراسات الفلسطينية، فصول الكتاب حول ما بعد الصهيونية بأنها «أكثر التقارير شمولا حول ظاهرة ما بعد الصهيونية حتى هذا التاريخ»، ومع ذلك، هو ينتقد الكتاب لعدم تقديم فصل مخصص للسياق التاريخي لظاهرة ما بعد الصهيونية. نشرت المجلة الأكاديمية، «مجلة دراسات فلسطين»، مراجعة من قبل جيل هوشبرغ وهو أستاذ بجامعة كاليفورنيا، يشير فيها إلى أن أسلوب كتابة المؤلف تختلف عن أعماله السابقة مثل «التطهير العرقي لفلسطين». وقال هوشبرغ ان فكرة إسرائيل «أشبه بكتاب مدرسي، حيث شمل العديد من الأمثلة والأسماء والحكايات ليشكل صورة متماسكة عن تطور المدارس الفكرية الإسرائيلية الرئيسية واتجاهاتها الثقافية الرائدة منذ 1948 إلى الوقت الحاضر».